# Dieter Flämig
Dieter Flämig (* 9. Januar 1950 in Berlin) ist ein deutscher Umweltökonom, Hochschullehrer, Berliner Staatssekretär im Ruhestand und Projektentwickler im Infrastrukturbereich.

## Wissenschaftlicher Werdegang
Flämig legte 1969 das Abitur am Werner-von-Siemens-Gymnasium in Berlin ab und schloss das Studium zum Dipl.-Wirtschaftsingenieur der Fachrichtung Maschinenbau 1976 an der Technischen Universität Berlin ab, wo er 1982 auch zum Dr. rer. oec. promoviert wurde. Er wurde 2010 zum Honorary Professor der staatlichen Universität Sofia berufen. Fachgebiet ist „Moderne Infrastrukturen und Nachhaltigkeit“. 2012 erfolgte die Berufung zum Executive Vice President der wissenschaftlichen Plattform OASIS (Academic Organisation for Advancement of Strategic and International Studies).

## Werdegang in der Exekutive
Dieter Flämig trat mit dem Regierungswechsel bei der Berliner Wahl 1981 als Pressesprecher in die Berliner Senatsverwaltung für Wirtschaft und Verkehr ein, wo er 1983 zum Leiter des Grundsatzreferats berufen wurde. 1985 übernahm er als Abteilungsleiter in der Senatsverwaltung für Wirtschaft und Arbeit den Bereich „Arbeit“. 1986–1989 gehörte er zusätzlich dem Vorstand der Bundesanstalt für Arbeit an. 1990 wurde er ehrenamtlicher Generalsekretär des Sachverständigenrats beim Ministerrat der DDR unter dem Vorsitz von Elmar Pieroth. 1991 bis 1992 diente er im Senat Diepgen III als Erster Sprecher des Senats und Chef des Presse- und Informationsamtes dem wiedervereinigten Berlin. Er ist Mitglied der CDU seit 1969.

## Werdegang in der Wirtschaft
Flämig begann seine Berufslaufbahn 1977, zuerst in der Berliner Verarbeitenden Wirtschaft und von 1978 bis 1981 in der arbeitswissenschaftlichen Begleitforschung (Humanisierung der Arbeitswelt). Seit 1993 ist Flämig geschäftsführender Gesellschafter der STRATEGY GmbH, die Infrastruktur-Projekte befördert. 1994 begründete er zusammen mit Lothar de Maizière den INFRANEU-Hauptverband e. V. (Ausbau von Infrastrukturen und Nachhaltigkeit), dessen Geschäftsführer und stellvertretender Vorsitzender er bis heute ist. 2008 gründete er mit Lothar de Maizière und Alexander Yu Li den INFRAWIND EURASIA e. V. und fungiert seitdem als dessen Präsident. Diese Plattform ist offizieller Partner der Chinese Renewable Energy Society CRES. In der Zeit von 2017 bis 2022 gehörte er dem Beirat der Berliner Stadtwerke an. 2017 wählte ihn dieser zu seinem stellvertretenden Vorsitzenden.
Zurzeit ist er u. a. Mitglied des Expert Panel der Wasserwerke Bukarest.
2019 hat Flämig als Gründer, CEO und Miteigentümer der INFRAMobility Holding GmbH & Co KG diese zusammen mit seinem Partner Alexander Yu Li in ein 50:50 Joint Venture mit dem privatwirtschaftlichen Unternehmen Aulton Dianba Ltd. (Shanghai) geführt. Dieses Joint Venture hat seinen Hauptsitz in Berlin und firmiert als INFRAMobility-Dianba GmbH. Das Unternehmen fungiert als exklusives und eigenständiges europäisches Headquarters des Gesamtkonzerns, der seit dem Einstieg der SoftBank Weltmarktführer für automarkenneutrale Batteriewechselsysteme geworden ist. Flämig wurde von den Gesellschaftern im Jahr 2020 zum stellv. Vorsitzenden des paritätisch besetzten, mit operativen Aufsichtspflichten ausgestatteten vierköpfigen Aufsichtsrats des Joint Ventures berufen. Er wird dort unterstützt von Raimund Hosch, dem langjährigen Chef der Messegesellschaften in Berlin und Frankfurt a. M.

## Auszeichnungen
2015 wurde der unter Flämigs Leitung von INFRAWIND EURASIA erarbeitete Projektentwurf „Green Health City“ durch die WGDO mit einem World Green Design Product Award ausgezeichnet. 2016 erhielt Flämig in Brüssel den Green Design International Contribution Award für sein Buch Weiter Denken: von der Energiewende zur Nachhaltigkeitsgesellschaft.
2019 wurden die beiden deutschen Gründer der INFRAMobility-Dianba GmbH Flämig und Li in Heidelberg mit dem Hidden Champion Award 2019 für ihr Projekt „E-Tankstelle der Zukunft“ ausgezeichnet.
Zusammen mit seinem Partner Alexander Yu Li war er Finalist und Preisträger (3. Preis) der Global Internet Competition der World Internet Conference in Wuzhen 2020 bei über 800 Bewerbungen.

## Publikationen
- Financial Instruments for Sustainable Development. In: G. Chobanov, J. Plöhn, H. Schellhaas (Hrsg.): Sustainability and Welfare Policy in European Market Economies. Peter Lang Internationaler Verlag der Wissenschaften, Frankfurt am Main 2017.
- Weiter Denken: von der Energiewende zur Nachhaltigkeitsgesellschaft. Plädoyer für eine bürgernahe Versöhnung von Ökologie, Ökonomie und Sozialstaat. Mitherausgeber und Autor. Springer Vieweg, Berlin 2016, ISBN 978-3-662-49938-2
- Konzipierung und strategische Vorbereitung des Klimaschutz-Instrumentes „Klimaschutz-Rente“. Projektbericht des INFRANEU-Hauptverbandes im Auftrag des Bundesministeriums für Umwelt, Naturschutz und Reaktorsicherheit, Wissenschaftlicher Projektleiter und Mitautor. Berlin 2014.
- Social and Economic Strategies for a Sustainable Society. In: G. Chobanov, J. Plöhn (Hrsg.): Crisis and Sustainability: Responses from Different Positions. Peter Lang Internationaler Verlag der Wissenschaften, Frankfurt am Main 2013.
- Sustainability as a Global Chance for Europe. In: G. Chobanov, J. Plöhn, H. Schellhaass (Hrsg.): Markets, Sustainability and Social Welfare Enhancement in the European Union. Peter Lang Internationaler Verlag der Wissenschaften, Frankfurt am Main 2012.
- Wege zur Gestaltung nachhaltiger Entsorgungswirtschaft. Mitherausgeber und Mitkoordinator. TK-Verlag, Berlin / Neuruppin 2001.
- Perspektiven der Abfallwirtschaft in diesem Jahrtausend. Mitherausgeber und Mitkoordinator. TK-Verlag, Berlin / Neuruppin 2000.
- Erdgas- und Elektrofahrzeuge in Berlin. Mitherausgeber und Mitautor, Verlag Edition Sigma, Berlin 1999.
- Plattenbausanierung. Mitherausgeber und Mitautor, Springer Verlag, Berlin 1998.
- Zehn x 10 Erfolgstips für die Einführung der Marktwirtschaft in Ostdeutschland. Mitherausgeber und Mitautor der Buchreihe. Verlag Die Wirtschaft, Berlin 1990–1992.